# John de Wolf
Pour les articles homonymes, voir de Wolf.
Johannes Hildebrand de Wolf, dit John de Wolf, né le 10 décembre 1962 à Schiedam aux Pays-Bas, est un ancien footballeur néerlandais.
Ce défenseur reconnaissable à sa longue chevelure et à sa barbe a été sélectionné à 6 reprises en équipe des Pays-Bas, inscrivant 2 buts.

Il faisait partie des 22 néerlandais lors de la coupe du monde 1994.
Au cours de sa carrière, il a joué dans une dizaine de clubs néerlandais et étrangers, dont le Sparta Rotterdam, Feyenoord et les Wolverhampton Wanderers.

## Clubs
- 1983-1985 : Sparta Rotterdam ( Pays-Bas)
- 1985-1989 : FC Groningue ( Pays-Bas)
- 1989-1994 : Feyenoord Rotterdam ( Pays-Bas)
- 1994-1996 : Wolverhampton Wanderers ( Angleterre)
- 1996-1997 : VVV Venlo ( Pays-Bas)
- 1997-1998 : Hapoel Ashkelon ( Israël)
- 1998-2000 : Helmond Sport ( Pays-Bas)

## Palmarès
- Champion des Pays-Bas en 1993 avec le Feyenoord Rotterdam
- Vainqueur de la Coupe des Pays-Bas en 1991, 1992 et 1994 avec le Feyenoord Rotterdam
- Vainqueur de la Supercoupe des Pays-Bas en 1991 avec le Feyenoord Rotterdam